# Дікамбаєв Кази Дікамбайович
Кази Дікамбайович Дікамбаєв (кирг. Казы Дыйкамбаевич Дыйкамбаев); 7 листопада 1913, село Талди-Суу Пржевальського повіту Семиріченської області, тепер Тюпського району Іссик-Кульської області, Киргизстан — 16 лютого 2010, місто Бішкек, Киргизстан) — киргизький радянський партійний діяч, голова Ради міністрів Киргизької РСР у 1958—1961 роках. Депутат Верховної ради СРСР 2—5-го скликань і депутат Верховної ради Киргизької РСР 2—3-го та 5-го скликань.

## Життєпис
Народився в бідній селянській родині. Закінчив семирічну школу в місті Караколі. Брав участь у придушенні басмацтва.
З січня 1930 по вересень 1932 року навчався на підготовчому відділенні Середньоазіатського зооветеринарного інституту в місті Ашхабаді. У вересні 1932 — травні 1937 року — студент Середньоазіатського інституту народного господарства імені Куйбишева (Ташкент), економіст із планування промисловості.
Від травня 1937 по квітень 1939 року працював економістом із промисловості Державної планової комісії (Держплану) при РНК Киргизької РСР. З квітня по грудень 1939 року — заступник голови Державної планової комісії при РНК Киргизької РСР. У грудні 1939 — 1940 року — заступник голови виконавчого комітету Фрунзенської обласної ради депутатів трудящих — голова Фрунзенської обласної планової комісії.
Член ВКП(б) з травня 1940 року.
У січні 1941 — 31 липня 1944 року — народний комісар державного контролю Киргизької РСР — заступник голови Ради народних комісарів Киргизької РСР. Після цього проходив стажування в Народному комісаріаті закордонних справ СРСР.
Від 31 липня 1944 до 27 травня 1949 року займав посаду міністра закордонних справ Киргизької РСР. Від 1948 до 27 травня 1949 року також був заступником голови Ради міністрів Киргизької РСР.
14 лютого 1949 — 9 січня 1952 року — секретар ЦК КП(б) Киргизії з промисловості й будівництва.
У листопаді 1951 — березні 1958 року — 1-й секретар Фрунзенського обласного комітету КП Киргизії.
Одночасно, з 21 серпня 1953 по 1 квітня 1955 року був головою Верховної ради Киргизької РСР 3-го скликання.
6 березня 1958 — 10 травня 1961 року — голова Ради міністрів Киргизької РСР. 
З травня 1961 по червень 1986 року — заступник голови Державного планового комітету Ради міністрів Киргизької РСР.
З червня 1986 року — персональний пенсіонер союзного значення. Помер 16 лютого 2010 року в місті Бішкек.

## Нагороди
- два ордени Леніна
- орден Вітчизняної війни І ст.
- орден Трудового Червоного Прапора
- орден «Манас» І ст. (Киргизстан)
- орден «Манас» ІІІ ст. (Киргизстан)
- пам'ятна золота медаль «Манас-1000» (15.08.1995)
- медаль «За доблесну працю у Великій Вітчизняній війні 1941—1945 рр.»
- медаль «За трудову доблесть»
- медалі
- Почесні грамоти Верховної ради Киргизької РСР
- Заслужений економіст Киргизької РСР